# Casa Costa, Pl. Major, 13 (Vic)
|  | No s'ha de confondre amb Casa Costa (Vic). |

La Casa Costa és un edifici modernista situat a la Plaça Major de Vic (Osona) protegida com a Bé Cultural d'Interès Local.

## Descripció
Es construí entre 1905 i 1907, després d'enderrocar l'antic edifici del General o casa del Governador, de 1683.

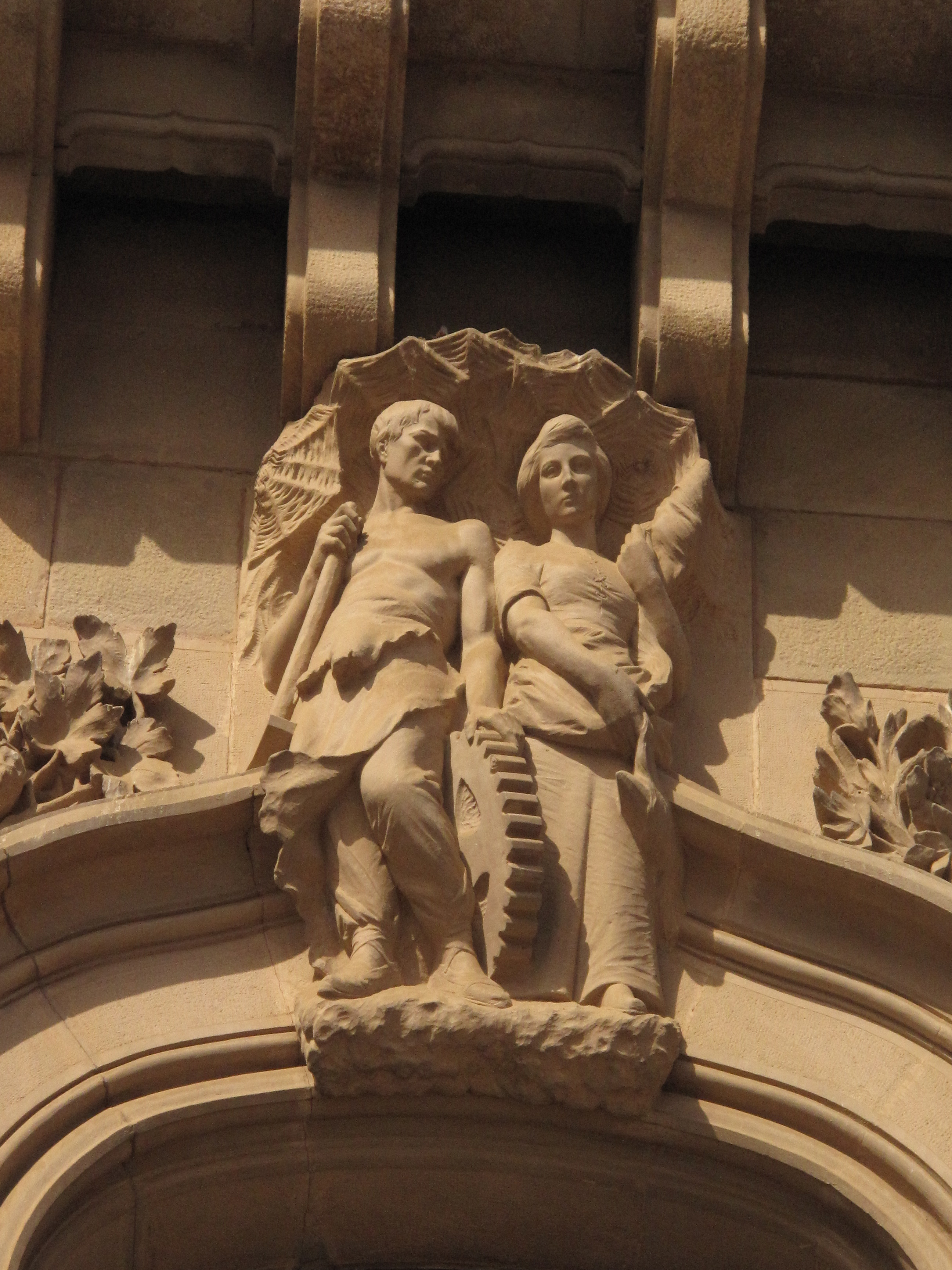
Escultura de la classe obrera, a la façana

Edifici entre mitgeres, amb planta baixa, tres pisos superiors i golfes, amb coberta a dues aigües. Les obertures de la façana principal es distribueixen simètricament per la façana, les quals s'ordenen jeràrquicament per alçada. Està coronat per una cornisa amb coll de pedra.
A la planta baixa s'obre una porxada de tres arcs apuntats, recolzats sobre unes columnes amb capitells treballats amb elements florals.
En el primer pis cal destacar les motllures que emmarquen les obertures dels balcons, d'arc rebaixat. Estan profusament decorades amb florons i escultures que les coronen i que representen les quatre classes socials: l'església, l'aristocràcia, la pagesia i l'obrera, obra de l'escultor Pere Puntí i Terra.
Les obertures del segon pis són d'un tímid arc conopial, protegides amb un delicat trencaaigües, mentre que el segon pis s'obre amb un arc mixtilini i essent el més senzill de tots. Corona l'edifici una galeria de deu obertures d'arc de mig punt.